# Steinkjer
Steinkjer är en tätort och stad som utgör centralort i Steinkjers kommun, och säte för fylkesmannen i Trøndelag fylke i Norge. Före 2018 var Steinkjer säte för fylkesmannen (och största tätort) i dåvarande Nord-Trøndelag fylke.
Staden ligger innerst i Trondheimsfjorden vilket gör att den är tillgänglig med båt, något som underlättat handeln. Idag går E6 och Nordlandsbanen genom Steinkjer. 
Ekonomin är i hög grad grundad på industri och jordbruk. De senaste[när?] åren har staden lanserat sig som IT-byen Steinkjer.
Steinkjer fick stadsrättigheter 1857. Staden brann ned 15 augusti 1900 och stora delar av bebyggelsen av trä försvann. Staden blev uppbyggd igen som en vacker stad i jugendstil. Den 21 och 22 april 1940 blev Steinkjer bombad och ännu en gång lagd i ruiner. Efter andra världskriget blev staden återuppbyggd och är idag en stad med efterkrigsarkitektur i funkis-stil.
Steinkjer med byarna Mære och Egge har varit ett historiskt maktcentrum som hade sin första storhetstid för omkring tusen år sedan. Flera betydelsefulla arkeologiska fynd har hittats i området.

## Utbildning
I Steinkjer finns en del av Nord universitet (som har sitt huvudsäte i Bodø).

## Kultur
Ett årligt återkommande evenemang är Steinkjermartnan.
Sevärdheter är Egge museum och Mære kyrka.

## Idrott
Steinkjer Fotballklubb spelar på Guldbergaunet och hade sin storhetstid på 1960-talet. Klubben har fostrat många landslagsspelare.

## Kända personer från Steinkjer
- Otto Sverdrup, polarfarare
- Silje Nergaard, artist
- Ida Jenshus, artist

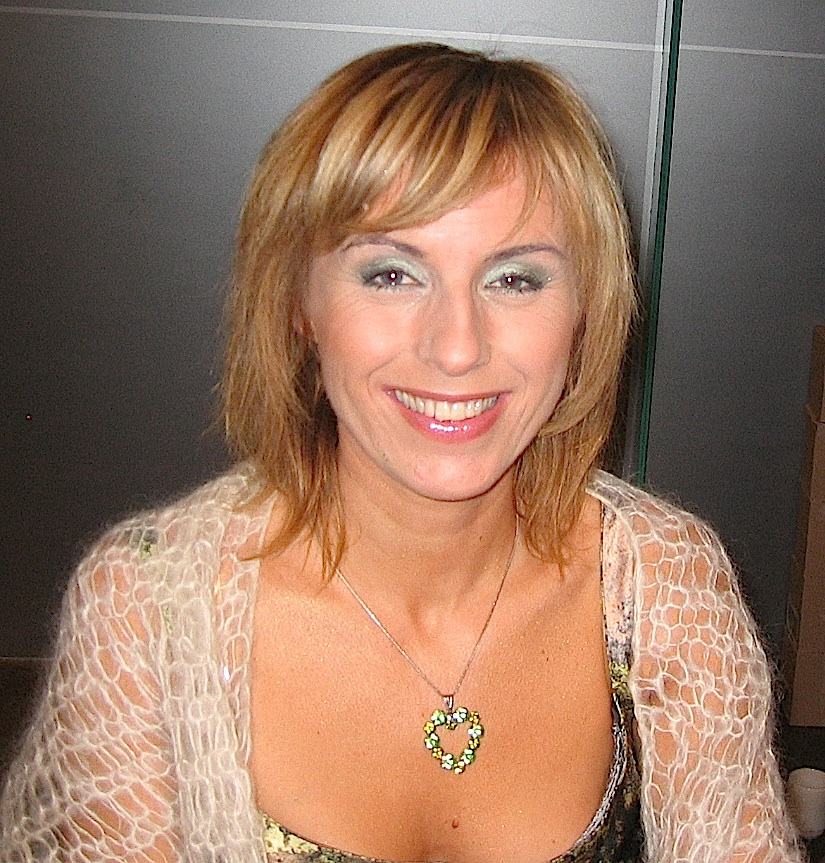
Silje Nergaard kommer från Steinkjer.
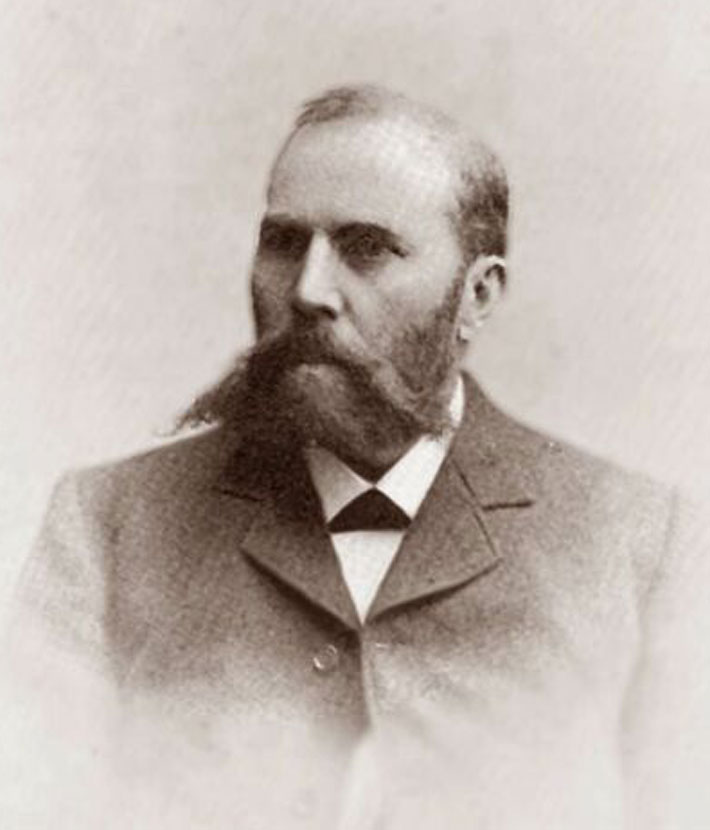
Otto Sverdrup har bott i Steinkjer.